# 4773 Hayakawa
4773 Hayakawa este un asteroid din centura principală, descoperit pe 17 noiembrie 1989 de Kin Endate și Kazuo Watanabe.